# Ceraptila reniferalis
Ceraptila reniferalis là một loài bướm đêm trong họ Erebidae.